# Paracroton zeylanicus
Paracroton zeylanicus là một loài thực vật có hoa trong họ Đại kích. Loài này được (Müll.Arg.) N.P.Balakr. & Chakrab. mô tả khoa học đầu tiên năm 1993.